# فک خزری
فک خزری یا فک کاسپین (نام علمی:  Pusa caspica یا Phoca caspica) یک گونه پستاندار دریایی کمیاب است که فقط در دریای خزر زیست دارد و یکی از کوچک‌ترین اعضای خانوادهٔ فک‌های بدون گوش می‌باشد. فک خزری به عنوان تنها پستاندار این دریاچه، به دلیل کاهش شدید جمعیت نیازمند حمایت جدی بین‌المللی است.

## سرشماری
پیش از فروپاشی شوروی سابق، تعداد فک‌های خزری نزدیک به یک میلیون قلاده بود اما طبق آخرین آمار که مربوط به سال ۲۰۱۵ است، جمعیت فک خزری حدود ۷۰ هزار قلاده تخمین زده شده است و بیش از ۹۵ درصد از جمعیت این گونه کاسته شده است.

## ویژگی‌ها

### تغذیه
تغذیه فک خزری عمدتاً از ماهی‌ها و گاهی از سخت پوستان بوده و در فصول مختلف، نوع ماهیان مورد تغذیه بسیار متنوع است. فک بالغ روزانه بین دو تا سه کیلوگرم و سالانه حدود یک تن ماهی می‌خورد؛ با توجه به آلودگی دریای خزر، نوع تغذیه این گونه فک‌ها منجر به تجمع مواد شیمیایی و مضر از جمله فلزات سنگین و سموم در بدن آن‌ها می‌شود.

### رفتارشناسی
فک خزری، پستاندار و فاقد آبشش بوده که برای تنفس باید به سطح آب بیاید. این فک می‌تواند تا ۵۰ متر به زیر آب رفته و برای مدت یک دقیقه آنجا بماند و پس از بازگشت به سطح آب، مدتی استراحت می‌کند. رفتن فک خزری به اعماق تا ۱۵۰ متر یا برای مدت زمان بیشتر نیز گزارش شده است.

### تولیدمثل
در زمان جفت‌گیری در تابستان و زمستان، در گروه‌های بزرگ قابل مشاهده هستند اما در زمان‌های دیگر به تنهایی زندگی می‌کنند. در تابستان هنگام نزدیک شدن به یکدیگر، با تولید صداهای بلند و تکان دادن مداوم دُم خود اخطار می‌دهند! دلیل این رفتار هنوز ناشناخته باقی مانده است.
فک‌های نر و ماده، تک همسر هستند. اواخر پاییز برای تولیدمثل به شمال دریای خزر که دارای عمق کمتر و آب یخ زده است می‌روند. دوره بارداری فک ماده حدوداً ۱۱ ماه بوده و فک متولد شده حدوداً ۵ کیلوگرم وزن داشته و دارای موهای سفید است که به مرور زمان تیره می‌شوند. پس از تولیدمثل، به قسمت‌های جنوبی دریای خزر بازمی‌گردند. ماده‌ها بین سنین ۵ تا ۷ سالگی و نرها در سن ۶ یا ۷ سالگی به بلوغ جنسی می‌رسند.

## فرگشت
شواهد نشان می‌دهند که منشأ گونه فک خزری، به جمعیتی از گونه فک حلقه‌دار (Pusa hispida) که حدود ۲ میلیون سال پیش و در دوره کواترنری از قطب شمال به منطقه دریای خزر مهاجرت کرده‌اند بازمی‌گردد. هنگامی که این جمعیت پس از آب شدن صفحات یخ قاره‌ای، از جمعیت اصلی فک حلقه‌دار جدا شدند، فک خزری از این جمعیت منزوی‌شده به وجود آمد. دیگر گونه‌ای که از منزوی شدن جمعیتی از فک‌ها در حوضه‌های آبی کوچک‌تر و دور از جمعیت اصلی به وجود آمد، فک بایکال (Pusa sibirica) نامیده می‌شود که ساختار جمجمه آن به فک خزری شباهت دارد.

## خطرات محیط زیست

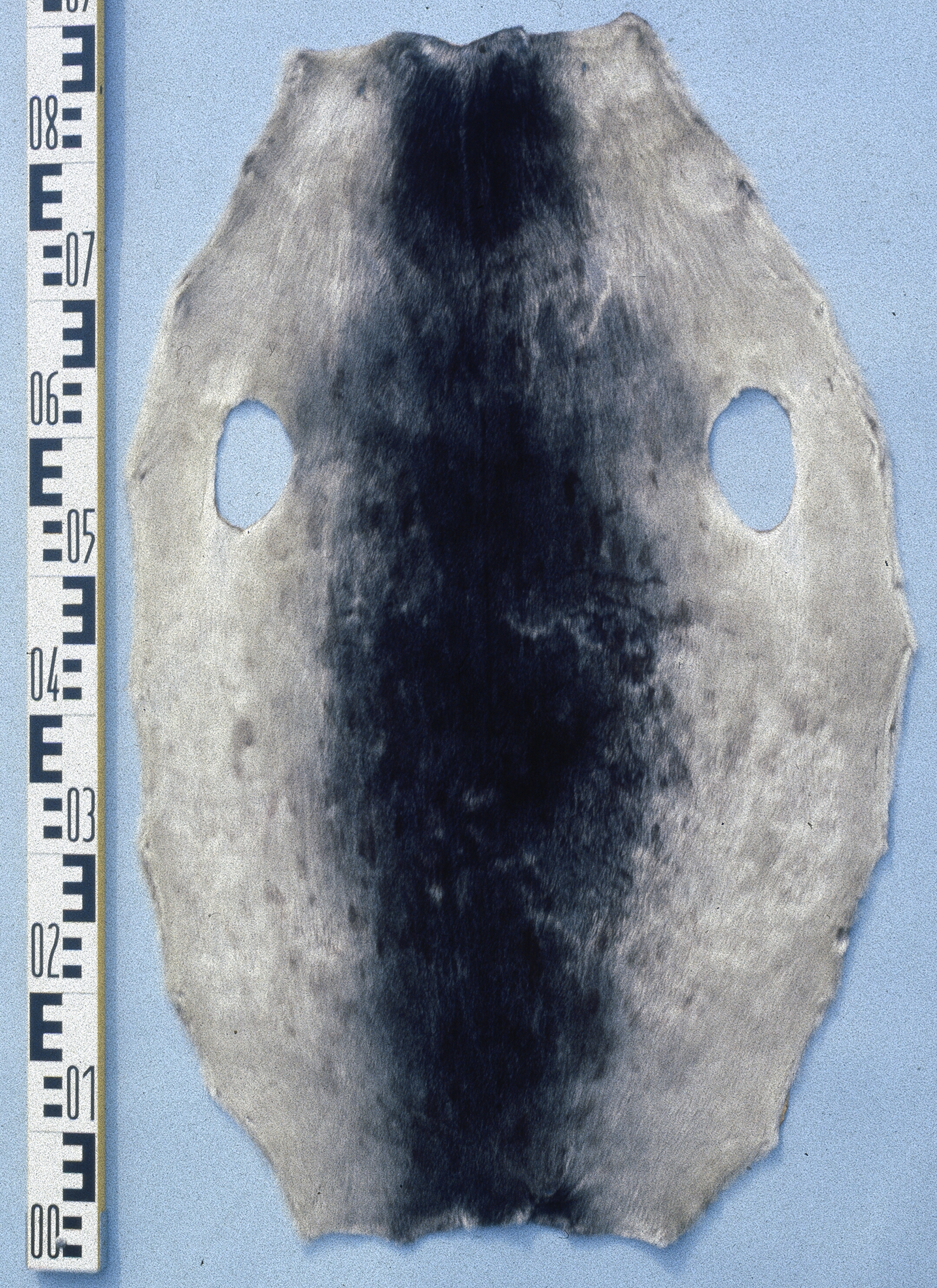
پوست فک خزری

به دلیل اینکه شیرِ فک‌ها دارای ۱۲ درصد چربی است و همچنین از دیرباز، استفاده از پوست و گوشتشان دارای رونق بود، همواره در خطر شکار شدن قرار داشته و دارند؛ البته تمامی کشورهای حاشیه دریای خزر به جز کشور روسیه، شکار این گونهٔ ارزشمند را ممنوع اعلام نموده‌اند. همچنین در پی تلاش‌های حامیان فک خزری در منطقه دریای خزر، وزیر محیط زیست کشور روسیه در سال ۲۰۱۸ و فقط به مدت یک سال و به صورت موقت، شکار قانونیشان را ممنوع اعلام کرد.
در طی سالیان به دلیل گرم‌شدن زمین و ذوب یخ‌های بخش شمالی دریای خزر، آلودگی دریای خزر توسط برخی حیوانات و انسان‌ها، کاهش ماهیان کیلکا به عنوان منبع تغذیه و تورهای صیادان باعث تهدید زیستی این فک‌های زیبا شده است.

### شانه‌دار دریایی مهاجم
یکی از عوامل اصلی تهدید زیستی و کاهش شدید جمعیت فک خزری طی سالیان گذشته، تکثیر نوعی شانه‌دار ژله‌ای مهاجم به نام نمیوپسیس می‌باشد که از طریق کانال ولگا - دن وارد دریای خزر شده است. نمیوپسیس از پلانکتون تغذیه می‌کند که باعث کاهش تا ۹۰ درصدی پلانکتون‌های موجود در دریای خزر گردیده و این تکثیر موجب اخلال در زنجیره غذایی آبزیان و کاهش ۱۰ برابری جمعیت فک‌های خزری شده است. پلانکتون‌ها غذای اصلی ماهی‌های کیلکا بوده که منبع تغذیه فک خزری است.

## اقدامات ایران برای حفاظت از فک خزری
در راستای اجرای بند ط ماده ۳۸ قانون برنامه ششم توسعه ایران، برنامه اقدام ملی حفاظت از فک خزری تدوین و اجرای آن به ادارات کل حفاظت محیط‌زیست استان‌های شمالی ایران ابلاغ شد. از جمله اقدامات مهم این برنامه، تجهیز و استقرار مراکز امداد و نجات این گونهٔ ارزشمند در استان‌های شمالی ایران، برگزاری کارگاه‌های آموزشی تخصصی برای ذینفعان و محیط‌بانان شامل آموزش روش‌های اصولی امداد و نجات، رهاسازی، دفن لاشه و نمونه‌برداری صحیح بوده است.

### مرکز حفاظت از فک خزری ایران
نخستین و تنها مرکز حفاظت از گونه در معرض خطر فک خزری، در ایران در سال ۲۰۱۰ رسماً آغاز به کار کرد. این مرکز در جزیره آشوراده احداث شد. هدف آن نجات فک‌های آسیب دیده، آموزش ماهیگیران، ارتقا سطح فرهنگ محیط زیستی جامعه، تحقیقات و گسترش فعالیت‌های حفاظتی به سایر کشورهای حوزه دریای خزر بوده است، این مرکز تا ابتدای سال ۲۰۱۸ توانست ۸۳ قلاده فک را از مرگ نجات داده و پس از انجام درمان به طبیعت بازگرداند.
از دیگر اقدامات این مرکز می‌توان به اقداماتی نظیر مشاوره و نظارت برای احداث دومین مرکز حفاظت فک خزری در کشور قزاقستان و ارتباط و همکاری با سایر کشورهای حوزه دریای خزر، چاپ مقالات علمی متعدد، همکاری با نمایندگان سازمان ملل در ایران، حضور کارشناسان مرکز در برنامه‌های رادیویی و تلویزیونی، مصاحبه با نشریات و خبرگزاری‌های مختلف داخلی، استفاده از ظرفیت‌های فضای مجازی، تولید و تهیه ابزارهای آموزشی از جمله کتاب، پوستر، بروشور، هدایای تبلیغاتی و …، شرکت در نمایشگاه‌های مختلف، جلب همیاری هنرمندان و افراد سرشناس جهت معرفی فک خزری، کمک به ساخت فیلم‌های مستند و آموزش و همیاری هنرمندان بومی به منظور تولید صنایع دستی خاص منطقه با موضوع فوک خزری در جهت افزایش آگاهی عمومی اشاره کرد.
فرهاد حسینی (مدیرکل حفاظت محیط زیست استان گیلان) با اشاره به افزایش نگران‌کننده تلفات فک‌های خزری در سال‌های اخیر نیز خبر از افتتاح نخستین مرکز تخصصی حفاظت، تیمار و کالبدشکافی فک‌های خزری، در مجموعه پارک ملی بوجاق کیاشهر استان گیلان داده است.